# Jim Morrison
James Douglas Morrison (Melbourne, Florida, 8 de diciembre de 1943-París, 3 de julio de 1971) fue un cantautor y poeta estadounidense, célebre por ser el vocalista y líder de la banda de rock The Doors. Debido a sus canciones, personalidad y actuaciones, es considerado por críticos y admiradores como uno de los cantantes más representativos e influyentes de la historia del rock. Además, debido a las circunstancias dramáticas que rodean su vida y muerte, en la última parte del siglo XX fue uno de los iconos de rebeldía en la cultura popular, representando la brecha generacional y la contracultura juvenil.
Fue también muy conocido por improvisar pasajes de poesía oral (spoken word poetry) mientras la banda tocaba en vivo. Morrison se ubicó en el número 47 en la lista de Rolling Stone de los «100 mejores cantantes de todos los tiempos», y el número 22 en los «50 mejores cantantes de rock» de la revista Classic Rock. Ray Manzarek dijo que Morrison «personificó la rebelión de la contracultura jipi». Morrison es referido a veces por otros apodos, como «The Lizard King» ('el Rey Lagarto').
En su vida posterior, Morrison desarrolló una dependencia al alcohol. Murió uniéndose al Club de los 27 en París. Se alega que pudo haber muerto de una sobredosis de heroína. Pero, como no se realizó autopsia, se discute la causa exacta de su muerte. La tumba de Morrison se encuentra en el cementerio del Père Lachaise en el este de París.

## Biografía
El nacimiento del rock and roll coincidió con mi adolescencia, mi entrada en la conciencia. Fue una verdadera conexión en ese momento y después. Aunque no pude permitirme fantasear racionalmente para hacer ese vínculo yo mismo. Supongo que todo ese tiempo estaba inconscientemente acumulando información y escuchando. Así que cuando por fin sucedió, mi subconsciente había preparado todo.
Jim Morrison, en una entrevista de 1969 para la revista Rolling Stone

### Primeros años
Morrison nació en Melbourne (Florida) el 8 de diciembre de 1943. Sus padres fueron George Stephen Morrison, un militar estadounidense (almirante del primer navío nuclear) de ascendencia escocesa e inglesa, y Clara Virginia Clarke, de origen irlandés. Tuvo dos hermanos: Anne y Andy Morrison.
Desde niño, y por la profesión de su padre, su familia se trasladó a varias ciudades de Estados Unidos, por lo que vivió en diversas bases militares (a los catorce años de edad ya había tenido siete hogares).
Según se cree, este tipo de vida sin apego a lugares o personas caló profundamente en su forma de ser. Escribía poesía, pintaba algo y leía vorazmente. Desde muy joven estuvo fascinado por la literatura y la poesía.

### Juventud

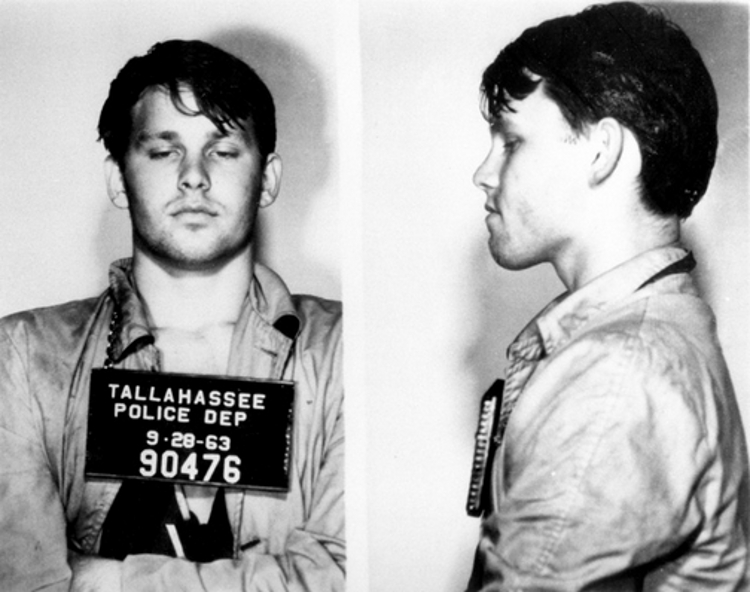
Morrison, con diecinueve años, fue arrestado en Tallahassee después de hacer una broma mientras estaba borracho en un partido de fútbol.

Estudió en la Universidad Estatal de Florida y después cine en la Universidad de California en Los Ángeles, formando parte de la misma generación que el famoso cineasta Francis Ford Coppola, quien, años después, utilizaría el tema The End como banda sonora de introducción para Apocalypse Now, película ambientada en la guerra de Vietnam.
Decidió centrarse en lo que consideró siempre su verdadera vocación: la poesía. Con esa intención se trasladó a Venice Beach en Los Ángeles, California, viviendo en la azotea de un edificio o en las casas de algunas mujeres.
Esta fue una época de descubrimientos para Jim Morrison. Por un lado, el acercamiento a las drogas psicodélicas que tanto le fascinaban, como el peyote, la marihuana y el LSD (según se dice, su favorita), cortesía de autores como Charles Baudelaire y Aldous Huxley, y por otro, el nacimiento de la cultura hippie que florecía por doquier y de la que vivió rodeado. A pesar de sus innumerables amantes, siempre estuvo al lado de Pamela Courson, que le perdonó sus infidelidades. Jim Morrison decía de ella que era su alma gemela, su amor cósmico. 
Su visión del mundo estaba algo alejada de cuestiones hippie fundamentales, como el acercamiento al espíritu a través de la meditación, el vegetarianismo o la astrología.
Leía textos complejos para la mayoría. Uno de sus profesores relató a sus biógrafos que solía acudir a la Biblioteca del Congreso para comprobar si existían algunos de los libros que decía haber leído.

## The Doors

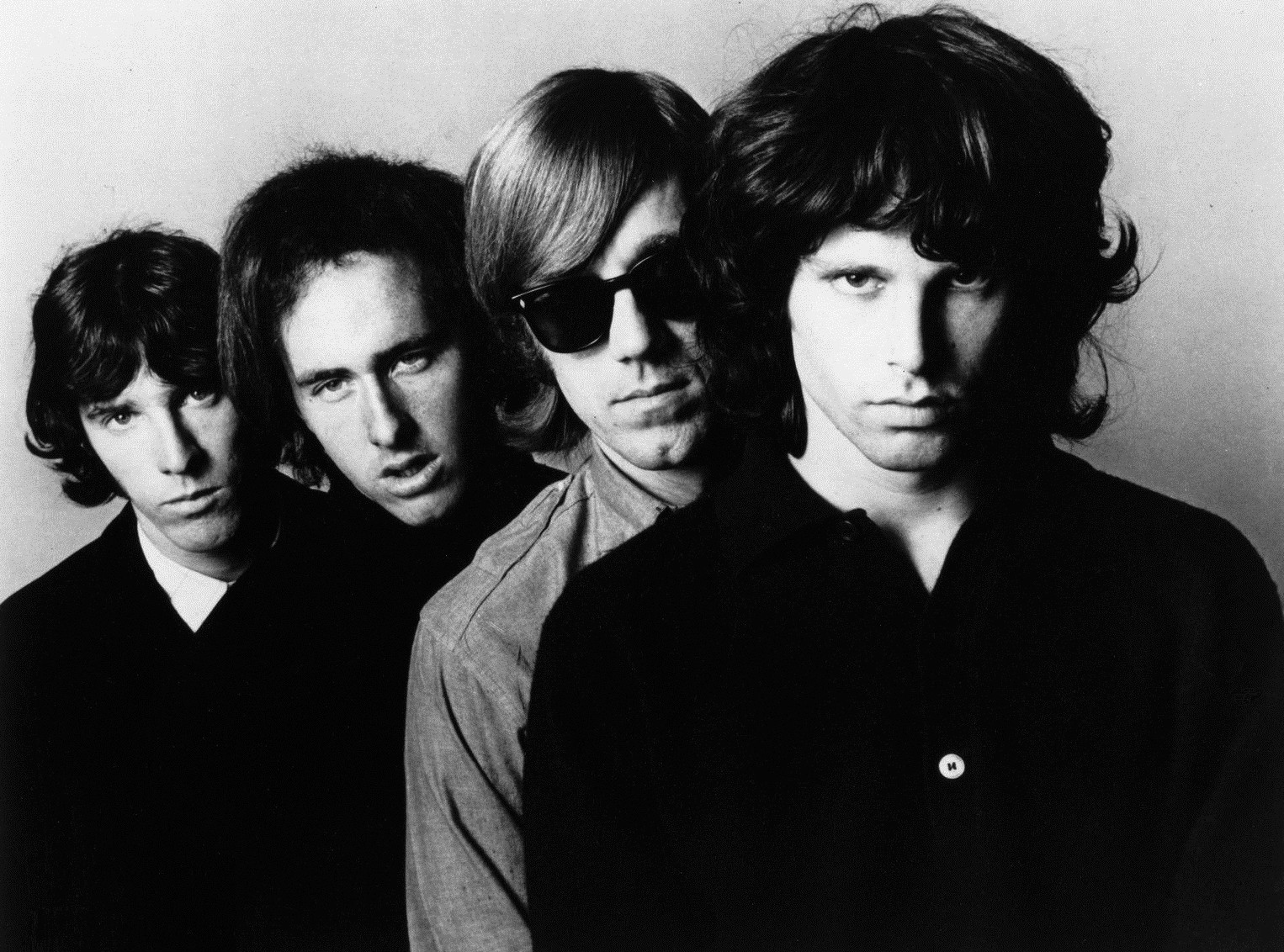
Foto promocional de The Doors a finales de 1966.

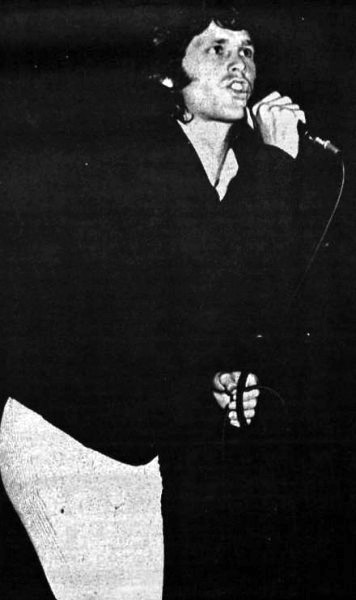
Jim Morrison cantando en 1967.

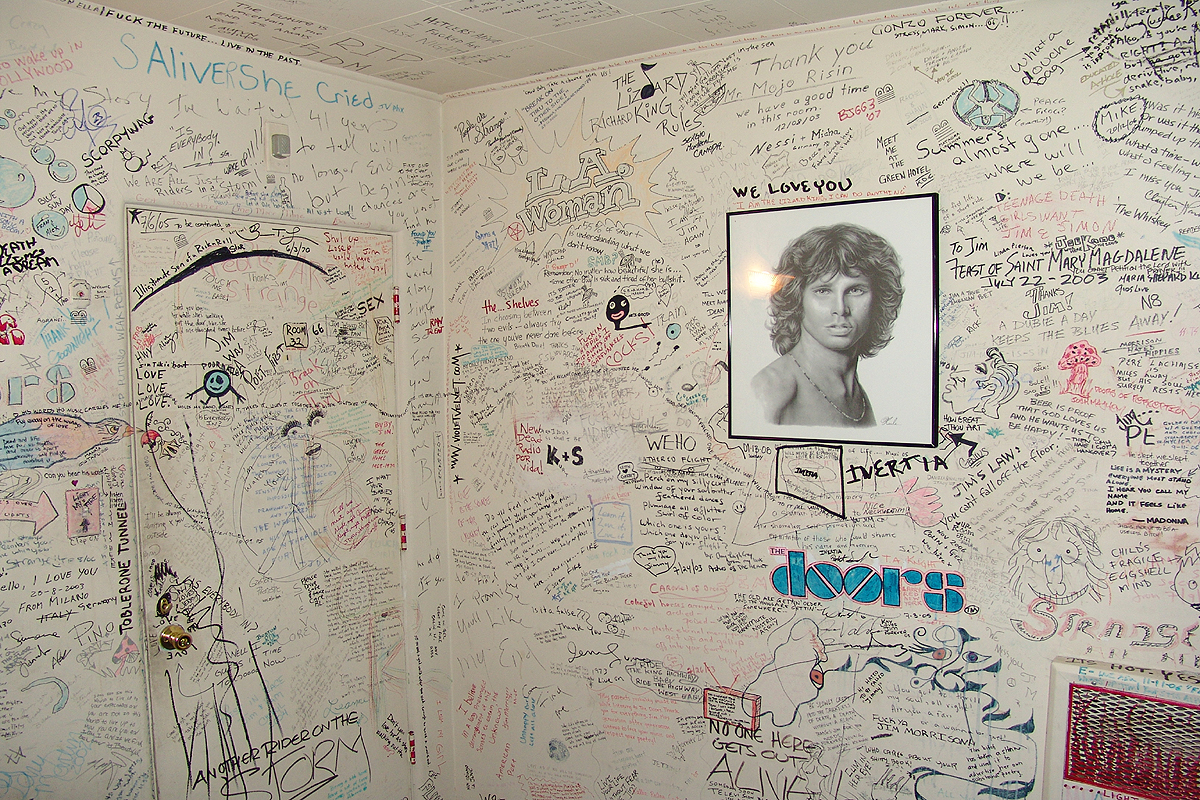
Habitación del motel de Los Ángeles donde Jim Morrison vivió entre 1968 y 1970, actualmente cubierta de grafitis de sus aficionados.

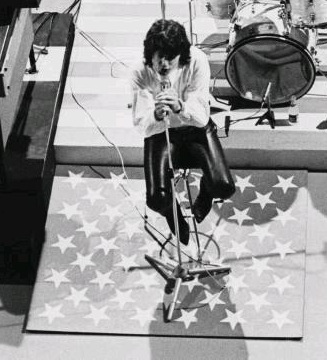
Jim Morrison en Copenhague en septiembre de 1968.

Con intención de difundir su poesía, Morrison enseñó un par de trabajos que podían ser musicalizados. Ray Manzarek pidió que le cantara alguno y, sobre la arena de Venice, tímidamente, entonó los primeros versos de «Moonlight Drive». Al escucharlo, Manzarek quedó sorprendido por su talento y le pidió que formaran una banda de rock, lo que Jim aceptó «para ganar un millón de dólares», como ya siendo famosos comentarían. Después de varios cambios en los integrantes del grupo, terminaron formando The Doors: Ray Manzarek en los teclados, Robby Krieger en la guitarra y John Densmore en la batería (estos dos últimos procedentes del grupo The Psychedelic Rangers), además de la voz de Jim Morrison.
El nombre que escogieron procede del título del ensayo Las puertas de la percepción, de Aldous Huxley, sobre la mescalina, inspirado a su vez en la cita de William Blake que dice: «Si las puertas de la percepción fueran depuradas, todo aparecería ante el hombre tal cual es: infinito» («If the doors of perception were cleansed every thing would appear to man as it is, infinite»).
Después de dar muchos conciertos en locales de Los Ángeles, consiguieron un contrato para tocar en el bar conocido como Whisky a Go Go. Noche tras noche tocaban sus canciones más populares, entre las que se encontraba una larga canción compuesta a base de improvisaciones denominada «The End». Morrison añadía o quitaba de ella versos a placer, dependiendo de su estado de humor. Un día, después de haber consumido grandes cantidades de alcohol, marihuana y LSD, tuvo que ser llevado por sus compañeros casi a rastras hacia el bar y, de alguna forma, lograron hacerlo cantar. Al llegar a la interpretación de «The End», tal como hacía siempre, comenzó a improvisar sobre la música, pero aquel momento habría de terminar formando parte no solo de la leyenda de The Doors sino del imaginario roquero en general. Morrison compuso en directo una breve y original versión de la tragedia Edipo rey, de Sófocles, en la que Edipo, por azar del destino, termina matando a su padre y desposándose con Yocasta, su madre.
| Father? (¿Padre?) Yes, son? (¿Sí, hijo?) I want to kill you... (Quiero matarte.) Mother? (¿Madre?) I want to... fuck you! (Quiero... ¡follarte!) |

En la versión grabada para su primer álbum, esta última frase será sustituida por un grito de Morrison. En cualquier caso, para el dueño del local, aquello fue demasiado y los echó mientras, según se cuenta, todo el público gritaba de emoción. Paul A. Rothchild, productor y por aquel entonces dueño de la empresa discográfica Elektra Records, se encontraba allí aquella noche y siguió al grupo hasta la puerta trasera, donde les expresó su admiración y les propuso grabar un disco cuanto antes.
En 1967 el grupo publicó su primer álbum, llamado simplemente The Doors. Fue con el sencillo «Light My Fire», escrito íntegramente por Robbie Krieger, con el que el grupo se mantuvo varias semanas a la cabeza de popularidad en la revista Billboard durante el famoso verano del amor de 1967.
Cabe resaltar el acusado cambio que experimentó Morrison hasta convertirse en la estrella del grupo The Doors. Durante su infancia y adolescencia tuvo muchos problemas de personalidad, que hicieron que fuera una persona muy insegura.
Su mayor influencia, como cantante y en cuanto al medio escénico, fue Elvis Presley, a quien no conoció ni vio en concierto pero de quien conocía prácticamente todo su repertorio, especialmente lo producido en la discográfica Sun Records, como Mystery Train, que interpretó muchas veces en sus conciertos en vivo. Su mayor obstáculo para unirse al grupo fue que sufría pánico escénico. En los primeros conciertos incluso cantaba dando la espalda al público.
Fue tanto el impacto que tuvieron en él las drogas que se convirtió en un experto en el tema, interesándose por el chamanismo, dada su estrecha relación con el peyote. Por esto último, otro de sus pseudónimos por los que se le conocía era "El Chamán del Rock".
Su actitud provocadora en escena, perturbando el orden público, hizo que sus conciertos fueran prohibidos en varias ciudades de los Estados Unidos.
The Doors obtuvieron reconocimiento nacional después de firmar con Elektra Records en 1967. El sencillo «Light My Fire» («Enciende mi fuego») permaneció tres semanas en el número uno de la lista Billboard Hot 100 entre julio y agosto de 1967. Esto era algo muy diferente de las experiencias anteriores de The Doors, abriendo espectáculos para Simon and Garfunkel y tocando en escuelas secundarias en Connecticut. Más tarde The Doors se presentaron en el The Ed Sullivan Show, un popular programa nocturno dominical por televisión en donde también se presentaron The Beatles y Elvis Presley en Estados Unidos. Ed Sullivan pidió dos canciones de The Doors para el espectáculo: «People Are Strange» y «Light My Fire». Sullivan insistió en su censura para que The Doors cambiaran los coros de la canción «Light My Fire», de «Girl we couldn't get much higher» a «Girl we couldn't get much better» («Chica, no podríamos estar más drogados» por «Chica, no podríamos estar mejor») para los televidentes. Esto fue entendido y percibido como una referencia relacionada con las drogas en los coros originales.
Las sesiones de grabación para el tercer álbum en abril fueron muy tensas como consecuencia de la creciente dependencia del alcohol por parte de Morrison. Acercándose al clímax de su popularidad, The Doors tocó en una serie de eventos al aire libre, lo que condujo a frenéticos enfrentamientos entre los aficionados y la policía, particularmente en el Chicago Coliseum el 10 de mayo.
La banda empezó a variar su material a partir de su tercer LP, Waiting for the Sun, cansados de su repertorio original, y empezaron a escribir obras nuevas. Este se volvió su primer LP #1, y el sencillo «Hello, I Love You» fue su segundo, y último sencillo #1 en los Estados Unidos. El álbum también incluye la canción «The Unknown Soldier», del cual dirigieron otro videoclip, y «Not to Touch the Earth», extraído de su legendaria pieza conceptual, Celebration of the Lizard, aunque fueron incapaces de grabar una versión satisfactoria de la pieza entera para el LP. Esta pieza musical fue puesta a la venta años más tarde en una compilación de grandes éxitos, y en su disco Absolutely Live.

### Incidente en New Haven
El 9 de diciembre de 1967, The Doors dio un concierto infame en el New Haven Arena de New Haven, Connecticut, que terminó abruptamente cuando Morrison fue detenido por la policía local. Morrison se convirtió así en el primer artista de rock en ser arrestado en el escenario durante un concierto.
Morrison mantenía un encuentro sexual con una chica detrás del escenario en una cabina de ducha del baño antes del inicio del concierto, cuando un oficial de policía se encontró con ellos. Sin darse cuenta de que él era el cantante principal de la banda a punto de actuar, el funcionario avisó a Morrison y a la chica de salir, a lo que Morrison respondió: «Cómetelo».
El policía sacó un aerosol de gas pimienta y advirtió al cantante: «La última oportunidad de que te largues de aquí, este lugar es solo para The Doors», a lo que Jim respondió: «Yo soy The Doors». La chica corrió y Morrison fue atacado, pero Manzarek relata en su libro que tanto Jim como la chica fueron gaseados, y que el concierto se retrasó por una hora mientras Jim se recuperaba. El policía finalmente se disculpó con Jim y le dijo: «Creí que solo eras un chico», a lo que Jim contestó con sarcasmo: «¿Solo un chico? ¿eh?».
A mitad de la primera serie de temas, Morrison hizo un discurso a la audiencia, describiendo lo que había sucedido. Jim relataba lo que hacía con una chica detrás del escenario. «Les contaré algo que me sucedió hace una hora. Me divertía con una chica, cuando llegó uno de esos cerdos vestidos de azul», burlándose del policía que lo había agredido. «Ese cerdo me roció los ojos», dijo Jim mientras el público se agitaba, y continuó relatando lo que le habían hecho mientras se burlaba de los policías diciendo: «¡Sí! esos cerdos vestidos de azul, con su sombrero», a lo cual los policías que estaban enfrente del escenario se volteaban uno por uno para ver a Jim. El concierto finalizó cuando Morrison fue arrastrado fuera del escenario por la policía, llevado a una comisaría local, fotografiado y fichado por cargos de incitar a un motín, indecencia y obscenidad pública. Los cargos contra Morrison, así como aquellos contra tres periodistas también detenidos en el incidente (Mike Zwerin, Yvonne Chabrier y Tim Page) se retiraron varias semanas más tarde por falta de pruebas.

### The Soft Parade
Después de un mes de escandalosas actuaciones en el Singer Bowl en Nueva York, The Doors realizó su primera gira fuera de Estados Unidos, una minigira por Europa. La banda celebró una conferencia de prensa en el Institute of Contemporary Arts en Londres y tocó en el teatro Roundhouse.
Los resultados del viaje fueron televisados en la cadena británica Granada Television, en un espectáculo llamado The Doors Are Open, sacado varios años después a la venta en vídeo. La banda tocó algunos conciertos más en Europa, incluyendo un espectáculo en Ámsterdam sin Jim Morrison, después de que tuviera un colapso por el uso de drogas. Morrison volvió a Londres el 20 de septiembre y se quedó allí por un mes.
El grupo tocó nueve conciertos más en Estados Unidos, y se puso a trabajar en su cuarto LP. 1969 será un año difícil para The Doors, pero empieza con un espectáculo a estadio lleno en el Madison Square Garden en Nueva York el 24 de enero y un exitoso sencillo, «Touch Me» (lanzado en diciembre de 1968), que alcanzó el N.º 3 en los Estados Unidos.
Ese mes Morrison asistió a una producción de teatro que cambió el rumbo de su vida, y la del grupo. En el Bovard Auditorium The Living Theatre de la universidad del sur de California, se toma el escenario con un espectáculo que invitó a la gente a dejar a un lado sus inhibiciones y abrirse paso a la libertad. Esto atrajo la búsqueda de libertad de Morrison, desembocando en una sesión improvisada la tarde siguiente, el 25 de febrero, la legendaria sesión «Rock is Dead», a la venta en el Box set de 1997, dando paso a uno de los episodios más controvertidos de la vida de Morrison.

### Incidente en Miami
El incidente ocurrió el 1 de marzo de 1969, en el Dinner Key Auditorium en Miami, Florida. El auditorio de 6900 asientos había sido sobrevendido hasta doblar la capacidad del salón, y los aficionados estaban sofocados y sin aire acondicionado. Desde el momento en que la banda caminó por el escenario, Morrison empezó a gritar al micrófono:

Ahora escuchadme, no estoy hablando de no revolución, no estoy hablando de no manifestarse".

Estoy hablando de pasarlo bien, Estoy hablando de pasarlo bien este verano. Vengan todos a L.A., salgan de aquí, vamos a acostarnos en la arena y a enterrar nuestros dedos en el océano, y vamos a pasarlo bien. ¿Están listos, están listos, están listos, están listos, están listos, están listos, están listos?

¡Ahora escúchenme! Yo solía pensar que todo esto era una gran broma. Solía pensar que era algo para reírse. Entonces estas últimas noches conocí a algunas personas que estaban haciendo algo ¡Estaban tratando de cambiar el mundo! ¡Yo quiero unirme a ese viaje! Quiero cambiar el mundo. Cambiarlo. Síííííí... cambiarlo.

Después de unos minutos Morrison cambió el tono:

Ahora escúchenme, no estoy hablando de no revolución, no estoy hablando de no manifestarse. ¡Estoy hablando de divertirse! ¡Estoy hablando de bailar! ¡Quiero ver a todos de pie y bailando! ¡Quiero verlos bailando en la calle este verano! Quiero verlos divertirse. Quiero verlos correr por ahí. Quiero verlos pintando la ciudad. Quiero verlos haciendo ruido. Quiero verlos gritar. Quiero ver diversión. ¡¡¡Quiero ver su diversión!!!

La grabación se acerca a su final con las siguientes palabras:

¡CUALQUIER COSA QUE QUIERAN HACER! ¡HÁGANLO! ¡HÁGANLO! ¡HÁGANLO! ¡HÁGANLO!

El incidente queda inconcluso. Morrison dijo: «Gasté mucho tiempo en el juicio de Miami. Casi un año y medio. Pero supongo que fue una valiosa experiencia porque antes del juicio tenía una mirada infantil y poco realista acerca del sistema judicial americano. Mis ojos se han abierto un poco».
Aunque el incidente de Miami dañó la reputación de la banda, Morrison quedó algo tranquilizado con sus resultados. Luego dijo: «Pienso que fue sólo alimentar la imagen que se estaba creando alrededor mío... y a eso le puse fin en una gloriosa tarde».
Aunque Morrison recibía gran parte de la atención, incluyendo su imagen en las carátulas de los discos, para él era categórico que todos los miembros de la banda debían recibir igual reconocimiento. Antes de un concierto en el cual el animador anunció el grupo como «Jim Morrison y The Doors», Morrison se negó a aparecer hasta que se anunciara al grupo de nuevo como «The Doors».
Mientras Morrison nunca se sintió cerca de su familia, era extremadamente protector con los miembros de su banda. Según se dice, una vez le dijo a Ray Manzarek que nunca se sentía cómodo en una situación social a menos que este u otro miembro de la banda estuvieran con él. De algún modo veía a The Doors como su familia de reemplazo.
Sistemáticamente rechazó cada oportunidad de grabar un álbum como solista que se le ofrecía.

### Absolutely Live
En sus últimos dos años de vida, Jim Morrison redujo su uso de drogas psicodélicas y empezó a beber excesivamente, lo que afectó pronto su rendimiento en el estudio. Aparentemente para escapar de la imagen del «Rey Lagarto», que lo había dominado, Morrison se dejó crecer una abundante barba, obligando a Elektra a usar fotos tomadas anteriormente en su carrera para la carátula de Absolutely Live, lanzado en 1970.
El álbum presenta actuaciones grabadas en el tour de The Doors de 1970, el concierto de 1969 en el Aquarius Theatre e incluye una versión completa de «The Celebration of the Lizard».
La única aparición pública de este tiempo fue en un especial televisivo de la PBS grabado en abril, y transmitido el mes siguiente. El grupo tocó canciones del siguiente álbum, The Soft Parade, incluyendo una espléndida versión de la pista con el mismo nombre.

### Actuaciones en Aquarius Theatre
El grupo continuó con su gira en el Chicago Auditorium Theater el 14 de junio, y tocó dos fechas en el The Aquarius Theatre en Hollywood el 21 y 22 de julio, ambas lanzadas más tarde en CD. Fueron un nuevo tipo de conciertos de The Doors, donde el énfasis estaba puesto en la banda y la gente pasándolo bien.
El barbudo Morrison usaba ropa más holgada y guiaba la banda hacia una dirección más blues, con canciones como «Build Me A Woman», «I Will Never Be Untrue» y «Who Do You Love». Todavía su voz no perdía su poder, y la banda podía deslumbrar con sus presentaciones de «When the Music's Over» y «Celebration of the Lizard».

### Más problemas legales
El 10 de agosto de 1970, comienza el juicio por exhibicionismo de Jim Morrison en Miami. El juez Murray Goodman, político republicano, fue quien llevó a cabo el proceso, las peticiones de defensa del artista fueron denegadas y los testigos suprimidos del caso.
Los testigos de la fiscalía aseguraron haber visto a Morrison exhibiendo sus genitales. Sin embargo, no existieron pruebas certeras.
En 1971, ante el riesgo de ser condenado a prisión, decidió abandonar la música y radicarse en París, dedicado por completo a su mayor inclinación: la poesía.
Es importante hacer notar que Morrison abandonó la carrera musical en su momento de mayor popularidad, cuando The Doors estaba convirtiéndose en el único grupo estadounidense (además de los Beach Boys) que competía con éxito con las grandes bandas inglesas como The Beatles o The Rolling Stones.
Con su nombre completo, James Douglas Morrison, ya había publicado dos pequeños libros de poemas, The Lords (Los Señores) y The New Creatures (Las Nuevas Criaturas), así como el opúsculo An American Prayer (Una oración americana) y Ode to L.A. (Oda a Los Ángeles), poema repartido entre los seguidores del grupo en un concierto.

## La poesía y el cine
Morrison comenzó a escribir en serio durante su adolescencia. En la UCLA estudió los campos relacionados con el teatro, el cine y la cinematografía. Autopublicó dos volúmenes separados de su poesía en 1969, titulada Los Señores / Notas sobre la visión y Las nuevas criaturas. Los Señores se compone principalmente de una breve descripción de los lugares, las personas, los acontecimientos y pensamientos de Morrison sobre el cine. Las nuevas criaturas son versos más poéticos en la estructura, la sensación y la apariencia.
Estos dos libros fueron luego combinados en un solo volumen titulado Los señores y las nuevas criaturas. Estas fueron las únicas obras publicadas en vida de Morrison. Morrison se hizo amigo del poeta beat Michael McClure, quien escribió el epílogo de la biografía de Morrison escrita por Danny Sugerman, Aquí nadie sale vivo. McClure y Morrison supuestamente colaboraron en varios proyectos de cine que nunca llegaron a realizarse, incluyendo una versión cinematográfica de la controvertida obra de McClure The Beard, en la que Morrison habría interpretado a Billy the Kid.
Después de su muerte, se publicaron otros dos volúmenes de la poesía de Morrison. El contenido de los libros fue seleccionado y organizado por el fotógrafo Frank Lisciandro, amigo de Morrison, y los padres de su novia Pamela Courson, que eran los dueños de los derechos de su poesía.
Los escritos perdidos de Jim Morrison aparecieron en Wilderness Volumen I, y, en su lanzamiento en 1988, se convirtió al instante en superventas en la lista de The New York Times. El Volumen II, La Noche Americana, lanzado en 1990, también fue un éxito. Morrison grabó su propia poesía en un estudio de sonido profesional en dos ocasiones distintas. La primera fue en marzo de 1969 en Los Ángeles, y la segunda el 8 de diciembre de 1970.
Esta última sesión de grabación, a la que asistieron amigos personales de Morrison, incluyó una variedad de piezas de boceto. Algunos de los segmentos de la sesión de 1969 se publicaron en el álbum bootleg The Lost Paris Tapes y más tarde fueron utilizados como parte del álbum Doors An American Prayer, publicado en 1978.
El álbum alcanzó el número 54 en las listas de música. Alguna poesía grabada en una sesión en diciembre de 1970 permanece inédita hasta hoy y está en posesión de la familia Courson. Más conocida, pero rara vez vista, es la obra cinematográfica de Morrison, HWY: An American Pastoral, un proyecto que se inició en 1969.
Morrison financió el largometraje y formó su propia compañía de producción con el fin de mantener un control completo del proyecto. Paul Ferrara, Frank Lisciandro y Babe Colina colaboraron en él. Morrison interpretó el personaje principal, un autoestopista asesino y ladrón de coches. Morrison le pidió a su amigo, el compositor y pianista Fred Myrow, el seleccionar la banda sonora para la película.

## Vida personal

### La familia de Morrison

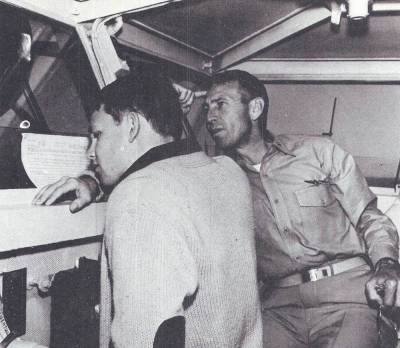
Morrison y su padre en el puente del USS Bon Homme Richard en enero de 1964.

Los primeros años de vida de Morrison fueron una existencia nómada típica de las familias de militares. Jerry Hopkins entrevistó al hermano de Morrison, Andy, quien explicó que sus padres decidieron no usar el castigo físico como azotes a sus hijos. En su lugar, ellos inculcaban disciplina e imponían castigo por la tradición militar consistente en gritar y reprender a los niños hasta que fueran reducidos a las lágrimas y reconocieran sus faltas. Una vez que Morrison se graduó en la UCLA, rompió todo contacto con su familia. Cuando la música de Morrison ascendió a la cima de las listas (en 1967) él no había estado en comunicación con su familia durante más de un año y falsamente decía que sus padres y hermanos estaban muertos (o, como había sido ampliamente malinformado, que era hijo único).
Esta desinformación fue publicada como parte de los materiales distribuidos con el álbum debut de The Doors. George Morrison no apoyaba la elección de carrera de su hijo en la música. Un día, un conocido suyo trajo un disco que él creía que tenía a Jim en la portada. El disco era el disco debut homónimo de The Doors. El joven puso el disco para el padre y la familia Morrison. Tras escuchar la grabación, el padre de Morrison le escribió una carta diciéndole que «renuncies a cualquier idea de cantar o a alguna conexión con un grupo de música debido a lo que considero que es una total falta de talento en esta dirección». En una carta a la Oficina de Libertad Condicional del Distrito de la Florida de fecha 2 de octubre de 1970, el padre de Morrison reconoció el fracaso de las comunicaciones familiares como resultado de una discusión sobre su evaluación del talento musical de su hijo. Dijo que él no podía culpar a su hijo por ser reacio a iniciar el contacto y que estaba orgulloso de él, sin embargo.

### Relaciones
Morrison conoció a su compañera sentimental de muchos años, Pamela Courson (1946-1974), antes de tener fama y fortuna, y ella le animó a desarrollar su poesía. A veces, Courson utilizaba el apellido Morrison, con su aparente consentimiento o, al menos, falta de preocupación. Tras la muerte por sobredosis de Courson el 25 de abril de 1974, el tribunal testamentario de California decidió que ella y Morrison tenían lo que se calificaba como un matrimonio de derecho consuetudinario. La relación de Morrison y Courson era tormentosa, con frecuentes fuertes discusiones y períodos de separación. El biógrafo Danny Sugerman conjeturó que parte de sus dificultades pueden haber provenido de un conflicto entre sus respectivos compromisos para una relación abierta y las consecuencias de vivir en una relación así.
En 1970, Morrison participó en una ceremonia pagana celta con la crítica de rock y escritora de ciencia ficción/fantasía Patricia Kennealy. Ante testigos, uno de ellos un ministro presbiteriano, la pareja firmó un documento declarándose casados, pero ninguno de los documentos necesarios para un matrimonio legal fue presentado al estado. Kennealy discute sus experiencias con Morrison en su autobiografía Strange Days: My Life With and Without Jim Morrison y en una entrevista registrada en el libro Rock Wives.
Morrison también tuvo presuntamente sexo regularmente con aficionados (groupies) como Josephine Karcz quien escribió una novela sobre su noche juntos, y numerosas aventuras cortas con mujeres conectadas con el negocio de la música o los medios impresos. Entre ellas figuran Nico, la cantante asociada con The Velvet Underground, una relación intermitente con Gloria Stavers de la revista 16 Magazine así como un supuesto encuentro íntimo inducido por el alcohol con Janis Joplin. David Crosby dijo muchos años después que Morrison había tratado mal a Joplin en una fiesta en la casa del animador televisivo John Davidson mientras Davidson estaba fuera de la ciudad. Ella supuestamente lo atacó con una botella de licor delante de testigos, y así terminó su único encuentro. Al momento de su muerte había al menos tres acciones de paternidad pendientes contra él, aunque ninguna demanda fue hecha contra sus bienes por cualquiera de los supuestos reclamantes de paternidad.

## Muerte

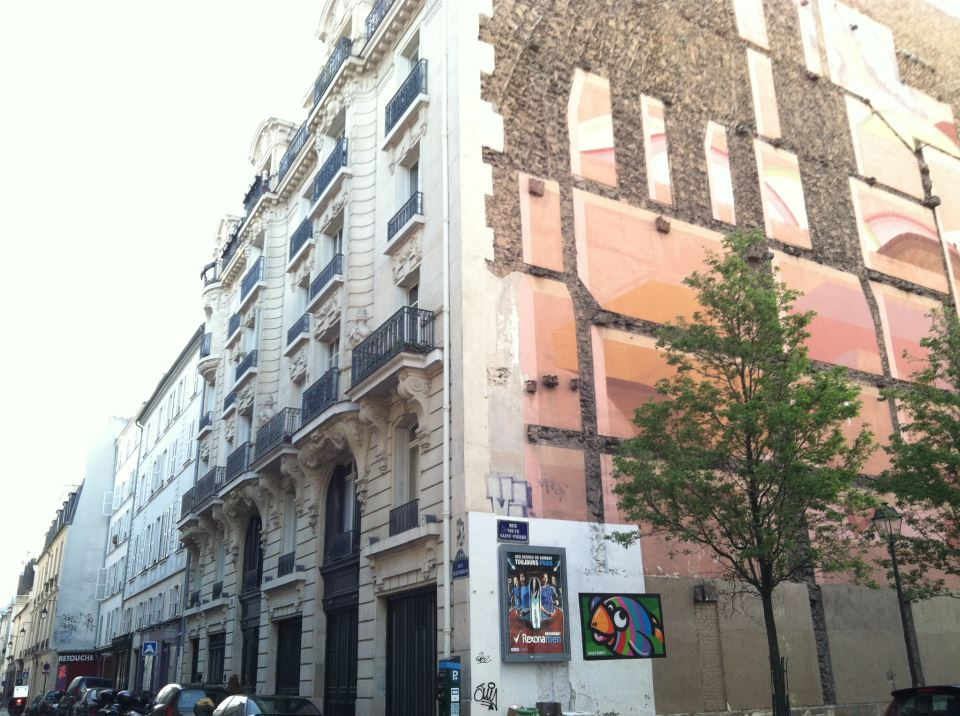
Apartamento de Jim Morrison en Le Marais, París, Francia

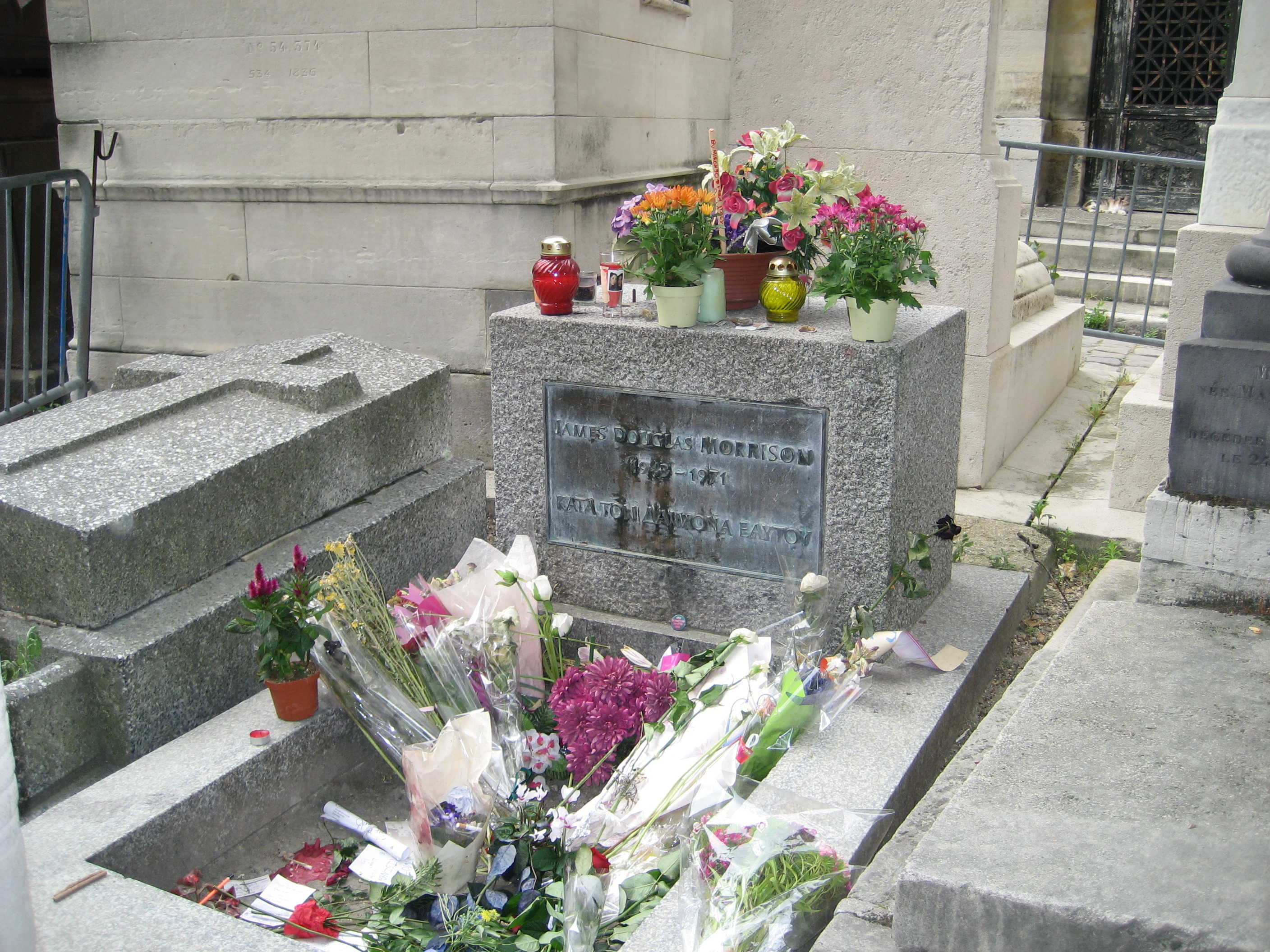
La tumba de Morrison en Père Lachaise con la inscripción en griego: ΚΑΤΑ ΤΟΝ ΔΑΙΜΟΝΑ ΕΑΥΤΟΥ (contra el demonio dentro de ti mismo), fotografiada en agosto de 2008.

La mañana del 3 de julio de 1971 Pamela Courson lo encontró muerto en la bañera de su piso del barrio de Le Marais en París, Francia, donde vivían juntos (aunque existen muchas otras versiones sobre su muerte, incluyendo la idea de un suicidio y de un asesinato). Se declaró que murió por un paro cardíaco, según su acta de defunción.
Existen personas que ponen en duda la versión oficial, afirmando que las circunstancias fueron algo extrañas. Se dijo que el padre de Jim sacó el cuerpo de su hijo del cementerio para llevarlo a Estados Unidos, pero fuentes del Père Lachaise, el famoso cementerio donde fue enterrado, aseguran que nadie se puede llevar un cuerpo sin que la administración lo sepa. Incluso se puso en duda el hecho mismo de su muerte. Otras versiones afirman que sufrió una sobredosis de heroína (a la que no era aficionado) en los lavabos del club nocturno parisino Rock 'n' Roll Circus y fue posteriormente trasladado a su casa.
Es indudable que había sido consumidor habitual de varios tipos de drogas (LSD, cannabis y peyote) y, según se dice, siempre defendió el uso de estas sustancias psicoactivas. Sin embargo, no es probable que consumiera heroína, principalmente porque tenía diagnosticada una fobia a las agujas. De hecho, cuando sorprendió a su novia Pamela inyectándose, fue en busca del proveedor, conocido de ambos, para darle una paliza.
Se dice que la cocaína también era droga de su predilección por su efecto acelerador. No obstante, sobre todo utilizó las drogas propuestas por la comunidad hippie para alcanzar estados de equilibrio y paz, además de alcohol en abundancia.
Ray Manzarek, teclista de The Doors, declaró:

Si existe un tipo capaz de escenificar su propia muerte —creando un certificado de muerte ridículo y pagando a un doctor francés—, poner un saco de ciento cincuenta libras dentro del ataúd y desaparecer a alguna parte de este planeta —África, quién sabe— ese tipo es Jim Morrison. Él sí sería capaz de llevar todo esto a buen puerto.

Jim Morrison murió a los veintisiete años al igual que otros famosos músicos como Brian Jones, Jimi Hendrix, Janis Joplin y Kurt Cobain (Club de los 27). Su epitafio está escrito en griego antiguo (ΚΑΤΑ ΤΟΝ ΔΑΙΜΟΝΑ ΕΑΥΤΟΥ) que se traduce como «fiel a su propio espíritu» (o «de acuerdo con su propio demonio»). Su tumba ha sido objeto de vandalismo en numerosas ocasiones e, incluso, fue robado un busto en mármol del artista colocado sobre la lápida. 
El 19 de mayo de 2025, se informó que, luego de una redada policial, fue encontrado el busto robado. El destino final de la pieza es fuente de debate y las autoridades dispondrán donde será alojado.
Marianne Faithfull reveló a la revista británica Mojo en agosto de 2014 que Jean de Breteuil, supuestamente, facilitó heroína de alta pureza a Jim Morrison, siendo así responsable de su muerte.

## Influencias artísticas

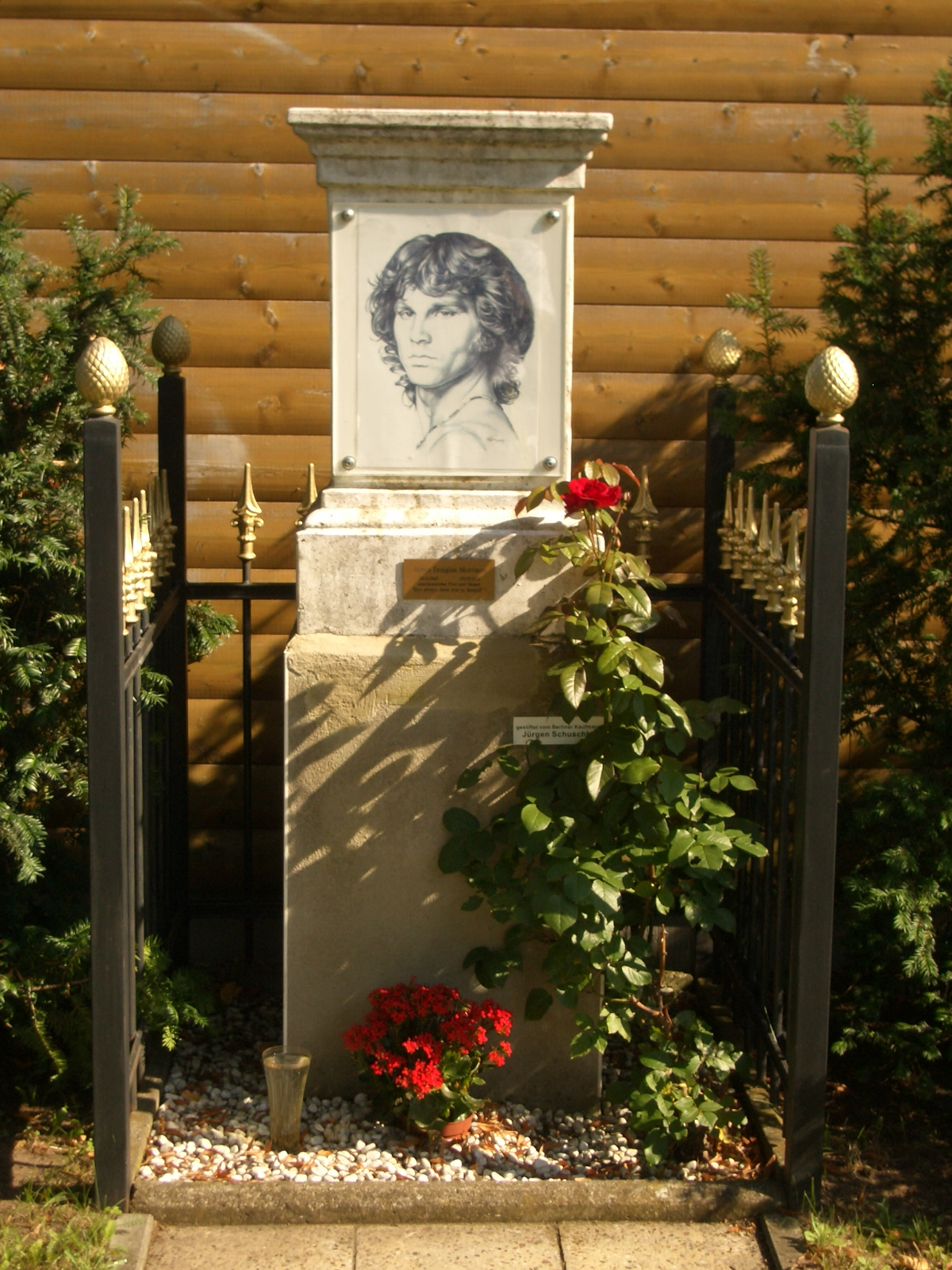
Jim Morrison Memorial en Berlín, Alemania.

Su mayor influencia, de adolescente y como cantante y en cuanto al medio escénico, fue Elvis Presley, a quien no conoció ni vio en concierto, pero de quien conocía prácticamente todo su repertorio, especialmente lo producido por Presley en la discográfica SUN, como fue «Mystery Train», la cual interpretó muchas veces en conciertos en directo. Otra de sus influencias musicales fue Frank Sinatra, de quien trató de imitar la voz barítono. Otra influencia vital para la vida y obra literaria de Morrison fueron los poetas Wallace Stevens, Charles Baudelaire y Arthur Rimbaud.
Morrison después conoció y se hizo amigo de Michael McClure, un conocido poeta. McClure había disfrutado con las letras de Morrison, pero fue aún más impresionado por su poesía y lo alentó a seguir desarrollando su oficio.
Morrison estaba especialmente atraído por los mitos y religiones de las culturas de los nativos americanos. Mientras aún estaba en la escuela, su familia se mudó a Nuevo México, donde conoce algunos de los lugares y objetos importantes para las culturas indígenas del suroeste americano.
Estos intereses parecen ser la fuente de muchas referencias a criaturas y lugares tales como lagartos, serpientes, desiertos y lagos antiguos que aparecen en sus canciones y poesías. Su interpretación de las prácticas de los chamanes nativos americanos se tradujo en partes de la rutina musical de Morrison, especialmente en su interpretación de la Danza de los Espíritus, y una canción en su álbum de poesía posterior, la canción Ghost.
Respecto a la influencia literaria en Jim Morrison, destacan ciertos escritores. Morrison fue muy cercano a los poetas rebeldes franceses, tales como Paul Verlaine o Arthur Rimbaud. La canción «Wild Child», de su álbum The Soft Parade, está supuestamente dedicada a este último, debido a un verso que finaliza la canción: «Remember when we were in África?» («¿Recuerdas cuando estábamos en África?»), que haría mención al paso de Rimbaud por este continente. Otros escritores franceses, como Louis-Ferdinand Céline, dejaron su huella en el cantante. La canción «End of the Night» estaría vinculada al libro de Céline Viaje al fin de la noche.

## Legado
Morrison era y sigue siendo, uno de los más populares e influyentes cantautores de la historia del rock. El catálogo de The Doors se ha convertido en una fuente básica para las radios de rock clásico. Hasta el día de hoy Morrison es ampliamente considerado como el prototipo de estrella del rock: hosco, sexi, escandaloso y misterioso. Los pantalones de cuero que le gustaba usar tanto en el escenario como fuera se convirtieron en estereotipo de ropa de estrella de rock.
En 2011, la revista Rolling Stone colocó a Jim Morrison en el quinto lugar de la lista de los mejores cantantes de todos los tiempos. La banda Iggy & The Stooges dijo que se formaron después de que el cantante Iggy Pop se inspirara en Morrison mientras asistía a un concierto de The Doors en Ann Arbor, Míchigan. Una de las canciones más populares de Iggy Pop, «The Passenger», se dice que está basada en uno de los poemas de Morrison.
Después de la muerte de Morrison, Iggy fue considerado como un sustituto del cantante de The Doors. Los Doors supervivientes le dieron algunas de las pertenencias de Morrison y lo contrataron como vocalista para una serie de shows.
Wallace Fowlie, profesor emérito de literatura francesa en la Universidad de Duke, escribió sobre Rimbaud y Jim Morrison en el libro El rebelde como poeta, una memoria. Fowlie relata su sorpresa al recibir una carta de un fan de Morrison quien, en 1968, le dio las gracias por su última traducción de los versos de Arthur Rimbaud al inglés. «Yo no leo francés fácilmente», escribió, «... el libro viaja conmigo». Fowlie fue a dar conferencias en numerosas universidades comparando la vida, la filosofía y la poesía de Morrison y Rimbaud.
Layne Staley, el fallecido vocalista de Alice in Chains, Scott Weiland, el también fallecido vocalista de Stone Temple Pilots y Velvet Revolver, Julian Casablancas de The Strokes, James LaBrie de Dream Theater, así como de Scott Stapp de Creed, todos han afirmado que Morrison supuso su mayor influencia e inspiración.
Tanto Stone Temple Pilots como Velvet Revolver han versionado «Roadhouse Blues» de The Doors. Weiland también ocupó el lugar de Morrison para llevar a cabo «Break On Through (To The Other Side)» con el resto de los miembros de The Doors. Stapp tomó el lugar de Morrison en «Light My Fire», «Riders on the Storm» y «Roadhouse Blues» en el programa VH1 Storytellers.
Creed realizó su versión de «Roadhouse Blues» con Robby Krieger para el Festival de Woodstock de 1999. El libro The Doors: por las puertas restantes cita al íntimo amigo de Morrison, Frank Lisciandro, diciendo que muchas personas tomaron un comentario de Morrison de que estaba interesado en la rebelión, el desorden y el caos «en el sentido de que él era un anarquista, revolucionario o, peor aún, un 
nihilista».
Casi nadie se dio cuenta de que Jim estaba reafirmando a Rimbaud y a los poetas surrealistas. Considerando el de Jim «Bird Of Prey» se puede escuchar toda la canción «Sunset» de Fatboy Slim.
En uno de los videoclips de la banda de rock Bon Jovi, aparece la tumba de Morrison. La banda de rock argentina Divididos creó una versión de la canción «Light My Fire». El luchador profesional John Hennigan tiene como personaje el nombre de John Morrison, inspirado por Jim Morrison, y el nombre de su movimiento final, «Moonlight Drive», fue tomado de una canción de The Doors. La banda Radiohead menciona a Jim Morrison en su canción «Anyone Can Play Guitar», declarando: «Quiero ser, quiero ser, quiero ser Jim Morrison».
La cantante y compositora Lana Del Rey menciona a Jim Morrison en la canción «Gods & Monsters», la cual hace referencia a un estilo de vida libertino y salvaje. En la canción ella canta: «Nadie se llevará mi alma lejos / Estoy viviendo como Jim Morrison». En el 2012 realizó una versión de la canción «Roadhouse Blues», y declaró que es para ella una de sus más grandes inspiraciones.
Alice Cooper en las notas del álbum Killer dijo que la canción «Desperado» trata acerca de Jim Morrison. Los pantalones de cuero de Bono de U2 en «The Fly», personaje del Achtung Baby y el posterior Zoo TV Tour, se inspiran en Jim Morrison. En su álbum de 2008 The Hawk Is Howling, la banda de posrock Mogwai titula la canción de apertura «I'm Jim Morrison, I'm Dead».
La canción «The Irony of Dying on Your Birthday» de la banda Senses Fail presenta las frases: «Quiero morir como Jim Morrison / A f ***** g rockstar / Quiero morir como Dios en la portada de Time / Sólo un parpadeo y se ha ido / Así que el bebé vierta un poco de fama en mi vaso».
En junio de 2013, un análisis de fósiles descubrió los de un lagarto, uno de los más grandes jamás conocidos, que vivía en Birmania, y se le dio el nombre científico de Barbaturex morrisoni en honor a Morrison. «Se trata de un lagarto grande, y él era el Rey Lagarto, por lo que sencillamente encaja», dijo Jason Head, paleontólogo en la Universidad de Nebraska-Lincoln.
Era propietario de un Shelby GT500 de 1967 color azul Nightmist, adquirido con los ingresos derivados del primer disco del grupo The Doors. El auto era apodado "The blue lady", cuyo paradero es desconocido hasta la actualidad, aunque se presume que terminó en algún depósito de chatarra de Los Ángeles.

## Discografía
- Anexo:Discografía de The Doors

## Filmografía

### Guionista
- 2003: Un festin d'amis.[29]
- 2000: Love Her Madly.[30]
- 1969: HWY: An American Pastoral.[31]

### Actor
- 1969: HWY: An American Pastoral, como el autoestopista.[31]
- 1967: The O'Keefe Centre Presents: The Rock Scene - Like It Is.[32]
- 1965: Induction, como un extra.[33]

### Productor
- 1970: Feast of Friends.[34]
- 1969: HWY: An American Pastoral.[31]

### Como personaje
Val Kilmer dio vida al cantante en la película sobre The Doors dirigida por Oliver Stone en 1991. Además ha aparecido como personaje en:
- 2009: Lives and Deaths of the Poets, interpretado por Lou Zammichieli.[37]
- 2008: Muchachada Nui (programa de televisión, episodio 2.4), interpretado por Carlos Areces.[38]
- 2003: My Dinner with Jimi, interpretado por Bret Roberts.[39]
- 2000: Isn't She Great (Ella es única), interpretado por James Villemaire.[40]
- 2000: The Linda McCartney Story, interpretado por Aaron Grain.[41]
- 1997: Dark Skies (serie de televisión, episodio: «The Last Wave»), interpretado por Brent David Fraser.[42]
- 1993: Wayne's World 2, interpretado por Michael A. Nickles.[43]
- 1992: The Ben Stiller Show (programa de televisión, episodio: «With Sarah Jessica Parker»), interpretado por Dana Gould.[44]
- 1992: Death Becomes Her (La muerte os sienta tan bien), interpretado por Dave Brock.[45]
- 1991: The Doors, interpretado por Val Kilmer y Sean Stone.[35]
- 1984: Down on Us, interpretado por Bryan Wolf.[46]

### Documentales
Los siguientes documentales incluyen a Morrison:
- When You're Strange (2009)
- The Doors: No One Here Gets Out Alive (2009)
- Final 24: Jim Morrison (2007)
- The Soft Parade, a Retrospective (1991)
- The Doors: Dance on Fire (1985)
- The Doors: A Tribute to Jim Morrison (1981)
- Feast of Friends (1969)
- Live at the Hollywood Bowl (1968)
- Live in Europe (1968)
- The Doors Are Open (1968)

## Libros en español

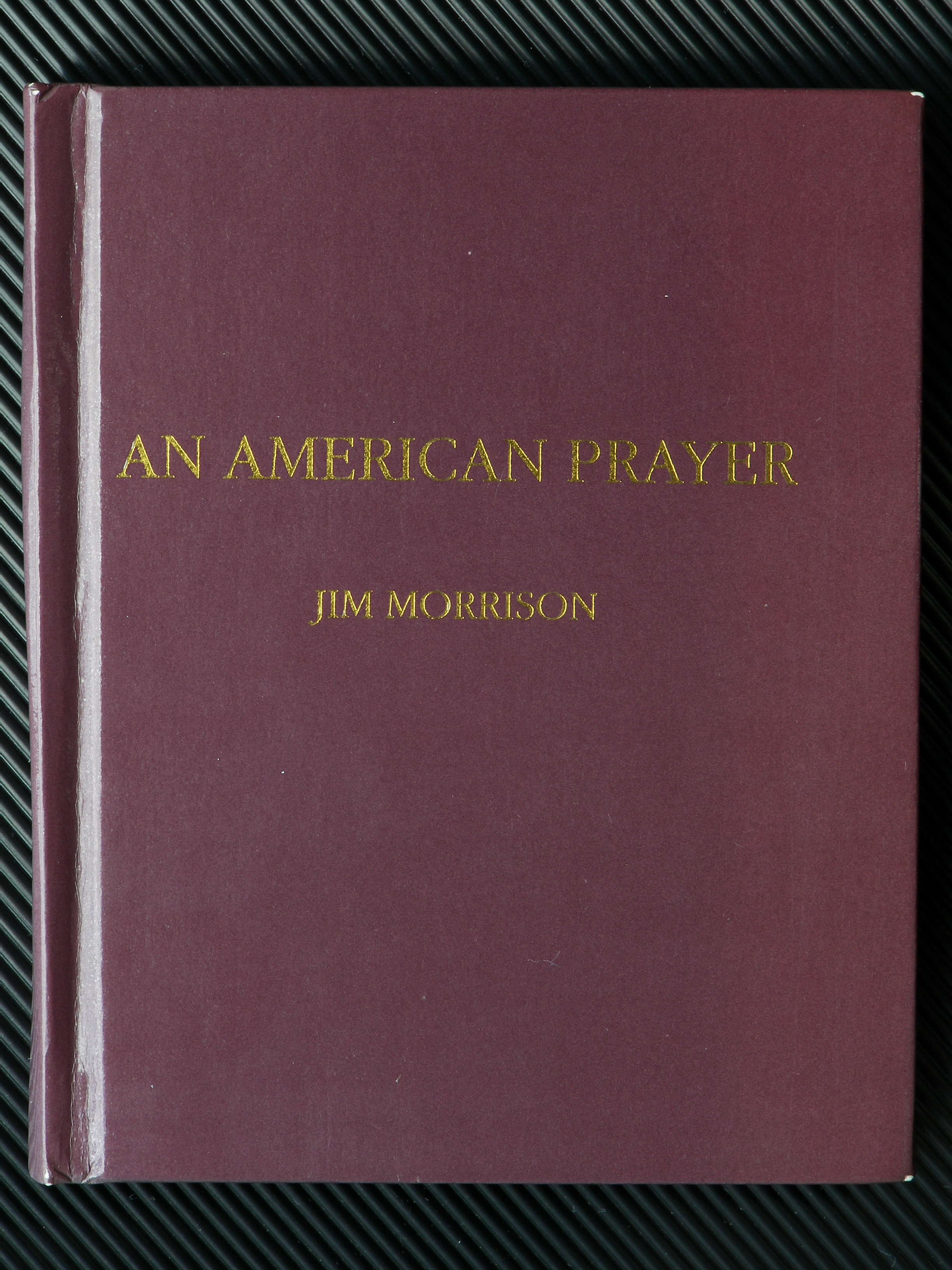
El libro American Prayer, de Jim Morrison.

- Canciones, Fundamentos, col. Espiral n.º 80, 1988, incluye las letras en inglés y castellano de las canciones escritas por Morrison de los siete álbumes oficiales de The Doors, además de los poemas

Una oración americana (An American Prayer, 1970),
El ojo (The Eye, 1968)
Oda a Los Ángeles (Ode to L.A., 1969).
Traducción y prólogo de Alberto Manzano
- Poemas, Fundamentos, col. Espiral nº123, 1988, incluye, en versión bilingüe,

Las nuevas criaturas. Notas sobre la visión (The New Creatures. Notes on Vision, 1968)
Los señores (The Lords, 1969).
Traducción de Alberto Manzano
- Desierto. Poemas II, Fundamentos, col. Espiral n.º 163, 1993, incluye, en versión bilingüe,

Poemas 1966-1971,
Far Arden,
Agua seca
Las cintas de la aldea. Poemas grabados el 7 de diciembre de 1970.
Traducción de Alberto Manzano
- Una oración americana y otros poemas, Plaza & Janés, col. Poesía, 1998, incluye la traducción de poemas de Los señores. Notas sobre la percepción de imágenes y Las nuevas criaturas, además de

Oda a Los Ángeles pensando en Brian Jones muerto,
La celebración del lagarto
Una oración americana.
Traducción de Ana María Moix